# Vigilante (película)
Vigilante es una película de bajo presupuesto australiana del género acción de 2008, dirigida por Aash Aaron, que a su vez la escribió, a cargo de la fotografía estuvo Christoffer Lunde y el elenco está compuesto por Margot Robbie, Ozzie Devrish y Christian Radford, entre otros. Este largometraje fue realizado por Outlandish Films y se estrenó el 11 de noviembre de 2008.

## Sinopsis
Luke es atacado salvajemente, su novia es abusada y asesinada, ahora pretende entrenar en el combate cuerpo a cuerpo mortal, y así poder enfrentar a cualquier delincuente que aparezca en su camino.